# بيريهو أريغاوي
بيريهو أريغاوي تيكليهايمانوت (بالتيغرينية: በሪሁ ኣረጋዊ؛ من مواليد 28 فبراير 2001) هو عداء إثيوبي لمسافات طويلة وحامل الرقم القياسي العالمي في سباق الطريق 5000 متر وسباق الطريق 10000 متر، فاز أريغاوي بالميدالية الفضية في سباق 10000 متر في دورة الألعاب الأولمبية الصيفية 2024 في باريس، في 10000 متر، خلف العداء الأوغندي جوشوا شيبتيجي حيث قطع المسافة في 26:43.44.
واحتل المركز الرابع في سباق 10000 متر في الألعاب الأولمبية الصيفية 2020. فاز بيريهو بالميدالية الفضية في بطولة العالم لألعاب القوى عبر الضاحية 2023.
في سن 17 عامًا، فاز بيريهو بالميدالية البرونزية في سباق 10000 متر في بطولة العالم تحت 20 عامًا 2018.

## روابط خارجية
- بيريهو أريغاوي في اللجنة الأولمبية الدولية
- بيريهو أريغاوي في موقع أوليمبيديا